# Bruch (Bergbau)

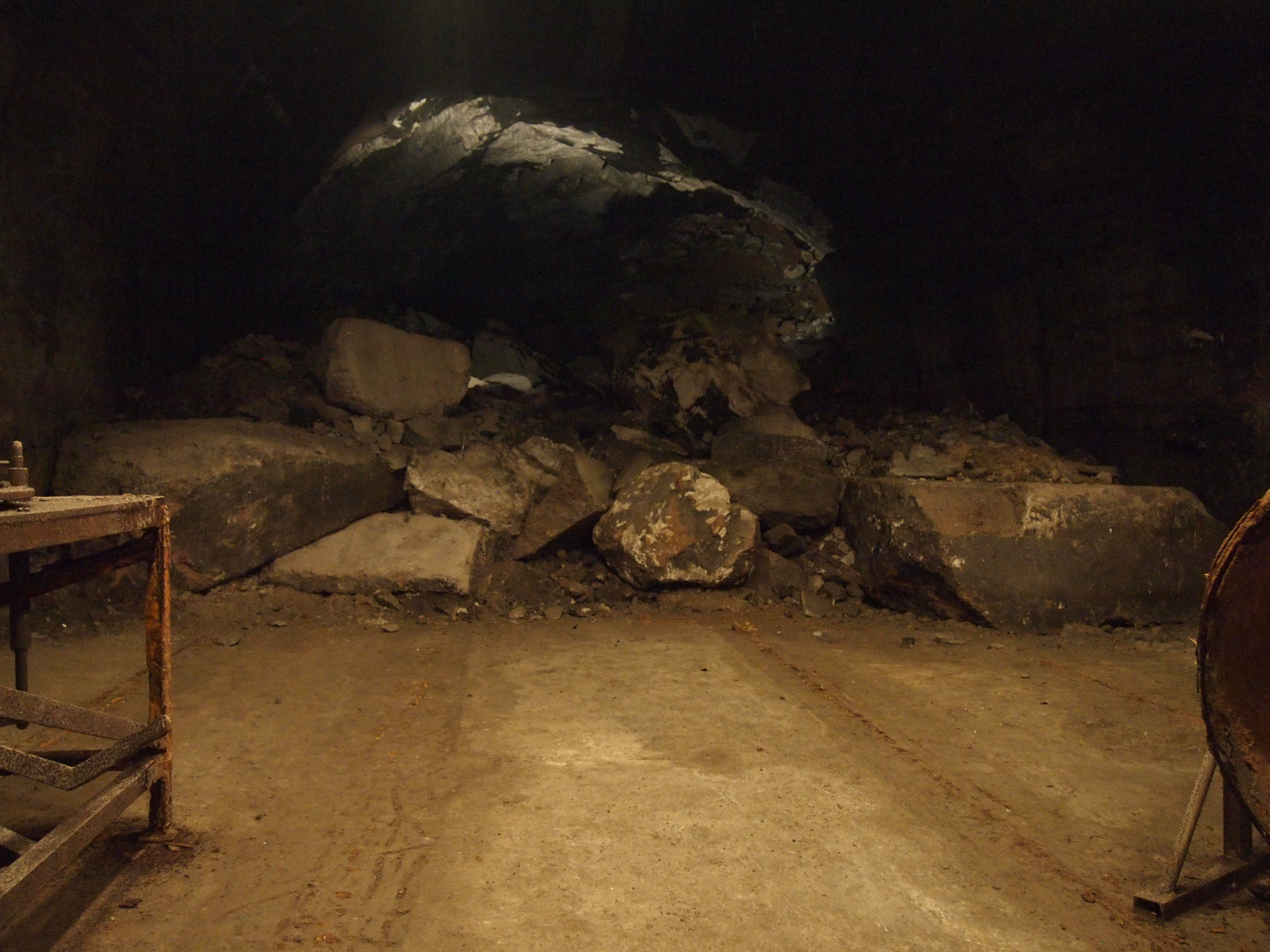
Durch Sprengung hervorgerufener Stollenbruch in der U-Verlagerung Mittelbau Dora.

Als Bruch bezeichnet man im Bergbau sowohl das unvorhergesehene als auch das planmäßige Hereinbrechen von Gestein oder Lagerstätteninhalten. Das planmäßige Erzeugen von Brüchen wird beim Bruchbau angewendet, unplanmäßige Brüche entstehen, wenn Grubenbaue zusammenbrechen. Das Zusammenbrechen, Einbrechen oder Einstürzen eines Schachtes, eines Stollens oder einer Strecke bezeichnet der Bergmann auch als Verbrechen. Wenn ein Grubenbau verbricht, wird er durch die hereingehenden Berge verschüttet und dadurch unbrauchbar.

## Grundlagen
Nur bei wenigen Grubenbauen ist das Gebirge so standfest, dass es nicht mittels Ausbau unterstützt werden muss. Der Grubenausbau verliert im Laufe der Jahre seine Standfestigkeit und wird schwächer. Das trifft insbesondere auf den früher häufig verwendeten Holzausbau zu. Dieser Holzausbau wird durch Grubenwasser und Wetter mit hoher Luftfeuchtigkeit im Laufe der Zeit morsch und muss erneuert werden. Wird dies unterlassen, kann der Ausbau dem Gebirgsdruck nicht mehr standhalten und bricht ein. Aber auch ein neuer und völlig intakter Ausbau kann durch das Gewicht des Gebirges brechen. Bestimmte lettige Massen blähen sich durch das Berühren mit Wasser auf und zerstören auch neuen Ausbau. Rollige Massen können zwischen den Ausbauen in den Grubenbau eindringen. Durch Abbaueinwirkungen kommt es zu Konvergenzen und somit zu einem starken Druck sowohl auf die Firste als auch die Sohle und die Stöße.

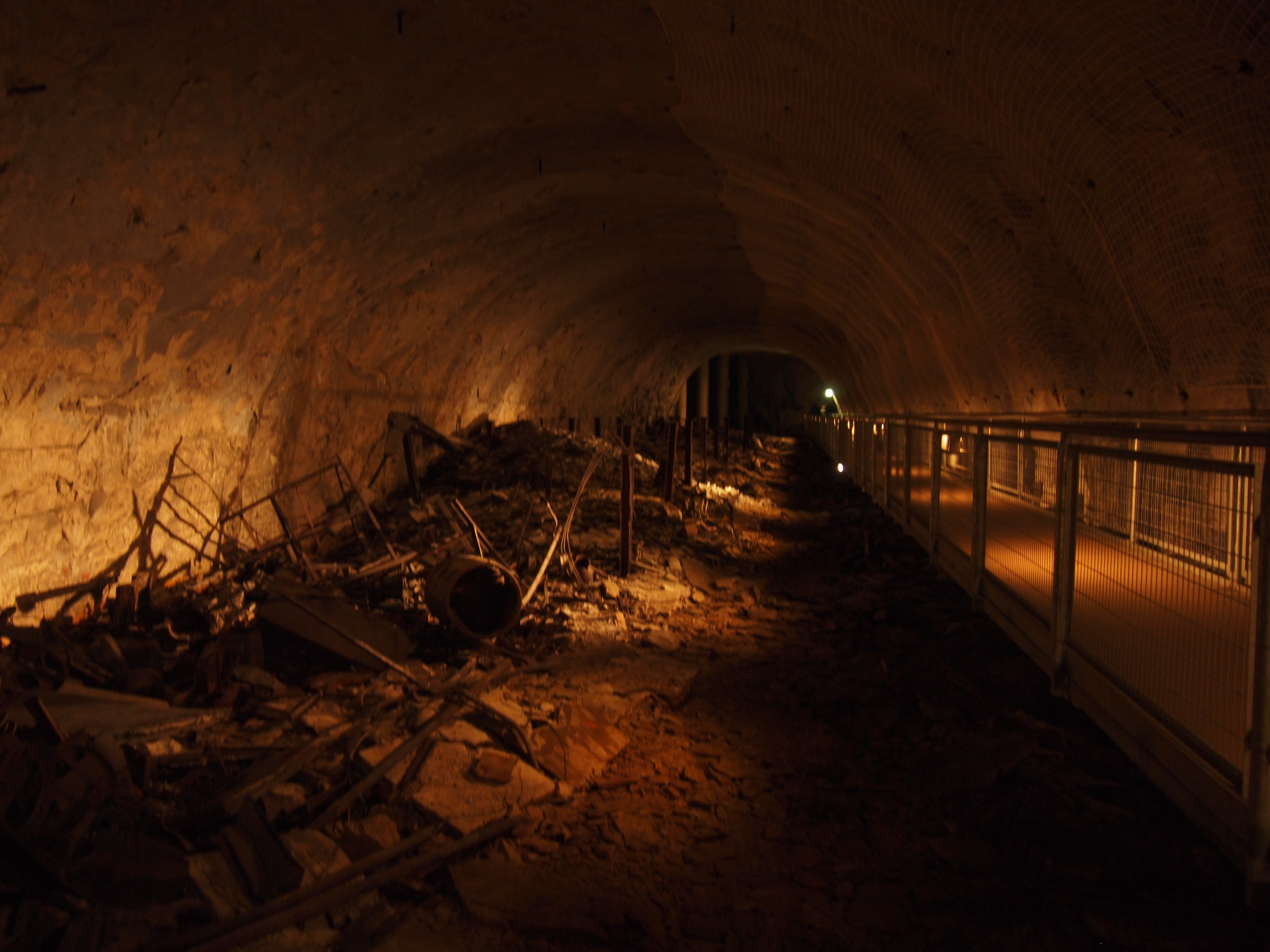
Mit Betonstützen gesicherter Stollenbruch am Stollenende in Mittelbau Dora, verursacht durch den in späteren Jahrzehnten erfolgten Abbau des über dem Stollen liegenden Anhydrit.

## Folgen
Oftmals sind die Auswirkungen so groß, dass die Grubenbaue nicht mehr genutzt werden können und als verbrochen liegen bleiben müssen. Grubenbaue, die verbrochen sind, können oftmals nur mit großem Aufwand aufgewältigt werden. Wenn ein Stollenbesitzer einen Erbstollen, die Wasserseige oder die Lichtlöcher verbrechen ließ, war der Bergmeister ermächtigt, diesen Stollen wieder frei zu machen und neu zu verleihen. War ein Stollen brüchig geworden, erhielt der Stollenbesitzer den Stollenneunten nicht mehr. Wenn ein Stollen oder eine Strecke verbricht, kann es vorkommen, dass die Bergleute, die sich in dem Grubenbau aufhalten, verschüttet oder in einen Hohlraum eingeschlossen werden. Diese Bergleute können je nach Schwere entweder sofort getötet werden oder an den Folgen sterben (z. B. verhungern), wenn sie nicht unverzüglich gerettet werden. Stellt sich im Nachhinein heraus, dass der Grund für den Verbruch mangelnde Wartung des Grubenausbaus oder ein ungenügender Ausbau waren, kann dieses nach dem Berggesetz und den geltenden Strafgesetzen mit empfindlichen Strafen geahndet werden.

## Geologische Auswirkungen
Bei nahezu jedem Gestein sind Trennflächen ein natürlicher Bestandteil. Diese Trennflächen entstehen durch die normale Tektonik oder durch Entlastung infolge der isostatischen Hebung und Erosion. Durch tektonische oder andere Spannungen entstehen Bruchstellen im Gebirge. Werden untertägige Hohlräume erzeugt, so kommt es nach der Überschreitung der sogenannten Stehzeit zu Ablösungen am Gestein. Diese Ablösungen werden durch das Hinzukommen von Grubenwässern noch verstärkt und beschleunigt. Oftmals ist der Felsen auch so brüchig, dass Lockergestein in den erstellten Hohlraum rieselt. Je nach Felsart können sich schalenförmige Gebilde lösen und in den erstellten Hohlraum stürzen. Durch das rechtzeitige Einbringen von Grubenausbau wird der Felsen abgestützt. Kommt es nun durch Überlastung des Ausbaus dazu, dass der Grubenbau verbricht, können sich oberhalb der Bruchstelle weitere Verbruchsprozesse abspielen. Bei größeren Teufen des Tiefen Bergbaus läuft sich der Verbruch tot und es besteht keine Wahrscheinlichkeit, dass es zu einem Tagesbruch kommt. Unter Umständen ist, je nach Größe des verbrochenem Hohlraums, eine Einsenkung in der Tagesoberfläche zu sehen, bei der die Randbereiche leicht über die Breite des Bruchschlotes hinausgehen. Bei Grubenbauen, die im tagesnahen Bergbau erstellt wurden, kann es nach einer bestimmten Zeit zu einem Tagesbruch kommen.